# 李瑱 (隆慶進士)
李瑱（1539年—？），字聰甫，山西平陽府解州人，民籍，明朝政治人物。

## 生平
嘉靖三十七年（1558年）戊午科山西鄉試第三十一名舉人，隆慶二年（1568年）中式戊辰科會試第二百七十四名，三甲第二百五十五名進士。授山東臨朐縣知縣，歷官彰德府知府，萬曆十四年（1586年）正月升山東副使，分巡海防道，十七年（1589年）二月升陝西右參政，興安州撫民。

## 家族
曾祖李威；祖父李柰；父李華。前母侯氏；母鞏氏。慈侍下。弟李珊。從兄李瑤，進士。從弟李春光，同科進士。